# 2. Baseball-Bundesliga
Die 2. Baseball-Bundesliga ist die zweithöchste Spielklasse im deutschen Baseball. Sie ist unterteilt in die 2. Bundesliga Nord und Süd, die seit 2017 in jeweils drei regionale Gruppen zu je maximal acht Teams eingeteilt sind. Bis 2016 gab es keine Gruppeneinteilung; stattdessen bestanden neben den beiden 2. Bundesligen vier Regionalligen.

## Modus
In der Hauptrunde spielen Gruppen mit sieben oder mehr Team in einer Hin- und Rückrunde je einen Double Header mit einem Spiel über neun und einem über sieben Innings aus. Gruppen mit fünf oder sechs Teams spielen eine zusätzliche „Hinrunde“ aus. Bei 4 oder weniger Teams werden jeweils zwei Hin- und Rückrunden gespielt.
Die beste aufstiegsberechtigte Mannschaft jeder Gruppe qualifiziert sich für die Play-offs um den Aufstieg in die jeweilige Division der Baseball-Bundesliga. Der Gewinner der Play-offs steigt direkt auf, der Zweitplatzierte muss in die Relegation gegen den Siebtplatzierten aus der jeweiligen Bundesliga. Die Siebtplatzierten und Achtplatzierten jeder Gruppe im Norden und Süden steigen ab.

## Tabellenführer und Aufsteiger
2. Bundesliga Nord
| Jahr | Nordwest                 | Nord                | Nordost                    | Aufsteiger                           |
| ---- | ------------------------ | ------------------- | -------------------------- | ------------------------------------ |
| 2017 | Bonn Capitals 2          | Bremen Dockers      | Berlin Flamingos           | Berlin Flamingos, Bremen Dockers     |
| 2018 | Untouchables Paderborn 2 | Kiel Seahawks       | Braunschweig Spot Up 89ers | Wesseling Vermins                    |
| 2019 | Dortmund Wanderers       | Elmshorn Alligators | Berlin Flamingos           | Berlin Flamingos, Dortmund Wanderers |
| 2020 | Bonn Capitals 2          | Hamburg Stealers 2  | Hamburg Stealers 2         | –                                    |
| 2021 | Untouchables Paderborn 2 | Bremen Dockers      | Bremen Dockers             | –                                    |
| 2022 | Wesseling Vermins        | Braunschweig 89ers  | Braunschweig 89ers         | –                                    |
| 2023 | Dortmund Wanderers       | Bremen Dockers      | Bremen Dockers             | –                                    |
| 2024 | Solingen Alligators      | Bremen Dockers      | Berlin Flamingos           | –                                    |

2. Bundesliga Süd
| Jahr | Südwest                            | Süd                      | Südost                      | Südost                   | Aufsteiger       |
| ---- | ---------------------------------- | ------------------------ | --------------------------- | ------------------------ | ---------------- |
| 2017 | Darmstadt Whippets                 | Neuenburg Atomics        | Haar Disciples 2            | Haar Disciples 2         | Ulm Falcons      |
| 2018 | Hünstetten Storm                   | Tübingen Hawks           | Buchbinder Legionäre 2      | Buchbinder Legionäre 2   | –                |
| 2019 | Hünstetten Storm                   | Tübingen Hawks           | München Caribes             | München Caribes          | Tübingen Hawks   |
| 2020 | COVID-19-bedingt kein Spielbetrieb | Heidenheim Heideköpfe 2  | Buchbinder Legionäre 2      | Buchbinder Legionäre 2   | –                |
| 2021 | Mainz Athletics 2                  | Neuenburg Atomics        | Baldham Boars               | Baldham Boars            | –                |
| 2022 | Hünstetten Storm                   | Guggenberger Legionäre 2 | Guggenberger Legionäre 2    | Guggenberger Legionäre 2 | Hünstetten Storm |
| 2023 | Mainz Athletics 2                  | Gauting Indians          | Gauting Indians             | Gauting Indians          | –                |
| Jahr | Südwest 1                          | Südwest 2                | Süd-Südost 1                | Süd-Südost 2             | Aufsteiger       |
| 2024 | Mainz Athletics 2                  | Stuttgart Reds 2         | Bayerische Baseball Academy | Gauting Indians          | Gauting Indians  |